# 한국통일진흥원
한국통일진흥원(韓國統一振興院)은 통일안보 정착, 국방 관련 정책 연구, 국가통일 외교안보 전반에 대한 운영체제 진단, 국가 위기관리 발전방안 연구, 청소년 통일안보 교육 등 다각적인 활동을 통하여 국가안보와 통일한국을 촉진하고 국민 정신혁명에 이바지하고자 설립된 재단법인이다. 서울특별시 서초구 강남대로 25길 37 양촌빌딩 3층에 위치하고 있다.

## 연혁
- 1997년 3월 27일 설립

## 조직

### 이사장
- 고문
- 자문위원
- 후원회

### 한국통일진흥원장
- 기획관리실
- 연구홍보팀
- SNS운영본부
- 문화예술복지국
- 교육국
- 여성국
- 해외정보국
- 청소년통일교육국
- 글로벌협력국
- 대외협력국
- 국내정보국
- 조직국
- 인사관리국
- 시설관리소

## 부설 기관
- 사이버통일외교국방안보연구소
- 양촌통일안보아카데미

## 사건·사고 및 논란

### 대통령선거 SNS 여론 개입
2013년 11월 7일 한겨레에 따르면 민주통합당 최재천 의원실이 안전행정부의 '2012 비영리 민간단체 공익활동 지원사업'에 채택된 보수단체 가운데 15곳의 '보조금 교부신청 및 실행계획서'를 입수해 분석한 결과, 상당수의 단체가 사업실행계획서에 '종북 좌파 척결' 등을 주요 사업목적으로 제시했다.
지원금 3400만원을 받은 한국통일진흥원은 '사이버 및 SNS를 이용한 대국민 통일안보의식 함양 사업'을 주요 사업으로 제시했다. 구체적으론 "통일안보전문가 논객의 글을 통해 아르바이트생을 동원해 포털사이트 다음 아고라에 기고, SNS에 글을 올려 거짓 왜곡된 의식화 글에 대응한다"고 밝혔다.
한편, 비영리민간체지원법에는 "사실상 특정 정당 또는 선출직 후보를 지지·지원할 것을 주된 목적으로 해선 안된다"고 밝히고 있다.
2013년 11월 26일 민주통합당 진선미 의원은 이명박 정부가 대통령선거를 앞둔 2011년부터 2013년까지 정부 예산 총 34억9200만 원을 보수단체의 ‘안보 교육’에 지원한 것으로 집계됐다며 특히 한국통일진흥원이 대선을 앞둔 2012년부터 2013년까지 각각 3400만 원과 5400만 원을 안보교육 명목으로 지원받아 사이버 공간과 SNS 상에서 여론을 왜곡하는 데 앞장섰다고 지적했다.
한국통일진흥원이 정부에 제출한 사업계획서에 따르면 주요 사업은 ‘대국민사이버통일안보국민연합 사이버대응팀 운영’ 및 ‘대국민통합안보 통일의식 함양’ 2건이다. 한국통일진흥원은 보조금을 통일안보전문가 논객에게 주 1회 기고 받은 칼럼에 대한 원고료(10만~15만원)로 지불했다. 이들은 사업계획서에서 고려사항으로 “인터넷과 사이버 공간을 이용해 국가정체성 및 역사를 왜곡시키는 좌편향된 종북세력의 조직적 활동에 대응하기 위해 인터넷·사이버 공간·SNS 등을 이용한 통일안보 교육 및 홍보 활동이 절대적으로 필요하다”며 “논객의 글을 SNS를 통해 왜곡된 의식화 글에 대응한다”고 기재했다고 진선미 의원은 전했다. 이에 따라 이들은 이렇게 보수논객의 글을 기고받아 SNS에 퍼날랐으며, 지원받은 돈으로 이들 논객에게 원고료를 줬다는 것이다.
한국통일진흥원이 위촉한 논객의 글은 대체로 대선 기간 중 박근혜 새누리당 대통령 후보를 옹호하고 문재인·안철수 야권 후보를 비방하는 내용이었다.
“대한민국의 안보이익을 침해했던 종북 세력이 돕는 후보가 대통령이 되면…종북을 근간으로 하는 대북정책이 다시 시작돼…북한의 독재정권을 연장시키는 종북정책이 발현될 것이기에…이것만은 알고서 투표장에 가야 할 것입니다”(2012년 12월 10일)
“문재인 후보로 단일화되면 죽었다 깨어나도 박근혜 후보를 이길 수 없다는 것은 불 보듯 뻔한 일입니다”(2012년 11월 27일)
“(존경하는 박근혜 후보님) 국가를 반석위에 세울 철학으로 무장하고 국민들의 걱정을 충실히 소화하고 새로운 희망을 주는 대통합의 정치를 위해서 헌신하는 모습이 참으로 좋습니다”(2012년 10월 2일)
“문재인 펀드에 드는 사람은 또라이거나 돈이 많아 환장한 사람들이겠지”(2012년10월28일)
이에 대해 진선미 의원은 “이명박 정부 출범 전 비영리민간단체 지원 사업은 주로 소외계층 지원이나 자원봉사 및 문화시민사회단체 지원 위주로 이뤄졌으나 이명박 정부 출범 후 비영리단체 지원사업 유형을 대폭 변경해 정권 입맛에 맞는 보수단체 위주로 지원했다”고 지적했다.

## 같이 보기
- 한사랑민족통일진흥원
- 한국군사문제연구원
- 한국통일여성협의회
- 육해공군해병대대령연합회
- 세계한민족평화통일협의회
- 한국안보통일연구단체연합회
- 한미안보연구회
- 한국해양전략연구소